# Magrão (calciatore 2000)
Magrão, pseudonimo di Audenirton Soares da Silva (Pindoretama, 15 maggio 2000), è un calciatore brasiliano, portiere del Fortaleza.

## Carriera
Magrão è un prodotto del settore giovanile di Fortaleza e Palmeiras, con cui ha vinto il campionato brasiliano Under-20 e due campionati statali. Il 5 ottobre 2020 si è trasferito al club portoghese del Rio Ave con un contratto di 4 anni, dove è stato assegnato alla squadre riserva. Ha fatto il suo esordio a livello professionistico ed in prima squadra il 16 ottobre 2022 in una sconfitta per 3-2 contro l'Oliveira Hospital in Taça de Portugal..
Nel 2024 va a giocare in Brasile al Fortaleza.

## Statistiche

### Presenze e reti nei club
Statistiche aggiornate al 3 settembre 2023.
| Stagione        | Squadra         | Campionato      | Campionato | Campionato | Coppe nazionali | Coppe nazionali | Coppe nazionali | Coppe continentali | Coppe continentali | Coppe continentali | Altre coppe | Altre coppe | Altre coppe | Totale | Totale | Totale |
| Stagione        | Squadra         | Comp            | Pres       | Reti       | Comp            | Pres            | Reti            | Comp               | Pres               | Reti               | Comp        | Pres        | Reti        | Pres   | Reti   |        |
| --------------- | --------------- | --------------- | ---------- | ---------- | --------------- | --------------- | --------------- | ------------------ | ------------------ | ------------------ | ----------- | ----------- | ----------- | ------ | ------ | ------ |
| 2020-2021       | Rio Ave B       | SL              | 14         | -?         |                 | -               | -               |                    | -                  | -                  |             | -           | -           | 14     | -?     |        |
| 2022-2023       | Rio Ave         | PL              | 2          | -?         | CP+Cdl          | 1+1             | -?              |                    | -                  | -                  |             | -           | -           | 4      | -?     |        |
| 2023-2024       | Rio Ave         | PL              | 4          | -?         | CP+Cdl          | 0               | 0               |                    | -                  | -                  |             | -           | -           | 4      | -?     |        |
| Totale carriera | Totale carriera | Totale carriera | 20         | -?         |                 | 2               | -?              |                    | -                  | -                  |             | -           | -           | 22     | -?     |        |

## Palmarès

### Club

#### Competizioni nazionali
- Segunda Liga: 1

Rio Ave: 2021-2022